# Vexillum wandoense
Vexillum wandoense is een slakkensoort uit de familie van de Costellariidae. De wetenschappelijke naam van de soort is voor het eerst geldig gepubliceerd in 1859 door Holmes.